# Mistrzostwa Świata w Kolarstwie Torowym 2000
97. Mistrzostwa Świata w Kolarstwie Torowym odbyły się w dniach 25–29 października 2000 roku w brytyjskim Manchesterze. W programie mistrzostw znalazły się cztery konkurencje dla kobiet: sprint, wyścig na dochodzenie wyścig punktowy oraz wyścig na 500 m i osiem konkurencji dla mężczyzn: sprint indywidualny, sprint drużynowy, wyścig na dochodzenie, wyścig punktowy, wyścig ze startu zatrzymanego, wyścig na 1 km, wyścig drużynowy na dochodzenie, madison i keirin. 

## Medaliści

### Kobiety
| Konkurencja                         | Data                 | Złoto                  | Srebro           | Brąz            |
| ----------------------------------- | -------------------- | ---------------------- | ---------------- | --------------- |
| 500 m ze startu zatrzymanego        | 28 października 2000 | Natalla Markowniczenko | Jiang Cuihua     | Wang Yan        |
| 3000 m indywidualnie na dochodzenie | 27 października 2000 | Yvonne McGregor        | Judith Arndt     | Jelena Czałych  |
| sprint indywidualny                 | 29 października 2000 | Natalla Markowniczenko | Lori-Ann Muenzer | Katrin Meinke   |
| wyścig punktowy                     | 26 października 2000 | Marion Clignet         | Judith Arndt     | Olga Slusariewa |

### Mężczyźni
| Konkurencja                  | Data                 | Złoto                                                                  | Srebro                                                                     | Brąz                                                                         |
| ---------------------------- | -------------------- | ---------------------------------------------------------------------- | -------------------------------------------------------------------------- | ---------------------------------------------------------------------------- |
| wyścig punktowy              | 29 października 2000 | Joan Llaneras                                                          | Matthew Gilmore                                                            | Franz Stocher                                                                |
| sprint drużynowy             | 28 października 2000 | Francja · Laurent Gané · Florian Rousseau · Arnaud Tournant            | Wielka Brytania · Craig MacLean · Jason Queally · Chris Hoy                | Hiszpania · José Antonio Villanueva · José Antonio Escuredo · Salvador Meliá |
| indywidualnie na dochodzenie | 29 października 2000 | Jens Lehmann                                                           | Stefan Steinweg                                                            | Rob Hayles                                                                   |
| keirin                       | 30 października 2000 | Frédéric Magné                                                         | Jens Fiedler                                                               | Pavel Buráň                                                                  |
| 1 km ze startu zatrzymanego  | 25 października 2000 | Arnaud Tournant                                                        | Sören Lausberg                                                             | Jason Queally                                                                |
| drużynowo na dochodzenie     | 26 października 2000 | Niemcy · Guido Fulst · Daniel Becke · Sebastian Siedler · Jens Lehmann | Wielka Brytania · Chris Newton · Paul Manning · Bradley Wiggins · Jon Clay | Francja · Cyril Bos · Philippe Gaumont · Jérôme Neuville · Damien Pommereau  |
| madison                      | 25 października 2000 | Niemcy · Stefan Steinweg · Erik Weispfennig                            | Hiszpania · Isaac Gálvez · Joan Llaneras                                   | Argentyna · Juan Curuchet · Edgardo Simón                                    |
| sprint indywidualny          | 27 października 2000 | Jan van Eijden                                                         | Laurent Gané                                                               | Nie przyznano                                                                |

## Klasyfikacja medalowa
| Miejsce | Państwo         |   |   |   | Razem |
| ------- | --------------- | - | - | - | ----- |
| 1.      | Niemcy          | 4 | 5 | 1 | 10    |
| 2.      | Francja         | 4 | 1 | 1 | 6     |
| 3.      | Białoruś        | 2 | 0 | 0 | 2     |
| 4.      | Wielka Brytania | 1 | 2 | 2 | 5     |
| 5.      | Hiszpania       | 1 | 1 | 1 | 3     |
| 6.      | Chiny           | 0 | 1 | 1 | 2     |
| 7.      | Belgia          | 0 | 1 | 0 | 1     |
|         | Kanada          | 0 | 1 | 0 | 1     |
| 9.      | Rosja           | 0 | 0 | 2 | 2     |
| 10.     | Argentyna       | 0 | 0 | 1 | 1     |
|         | Austria         | 0 | 0 | 1 | 1     |
|         | Czechy          | 0 | 0 | 1 | 1     |